# Marius Cohard
Pour les articles homonymes, voir Cohard.
Marius Cohard, né le 17 juillet 1925 à Souvret dans la province de Hainaut et mort à 89 ans le 3 janvier 2015 à Montigny-le-Tilleul, également dans la province du Hainaut, était un résistant et homme politique belge, membre du Rassemblement wallon.

## Biographie et parcours politique
Issu d’une famille ouvrière dont le père était mineur, Marius Cohard suivit des études supérieures de navigation à Anvers après avoir terminé ses études secondaires. Il sera ensuite officier de marine entre 1947 et 1952, puis aviateur civil. Il deviendra par ailleurs officier navigateur à la Sabena.
Son statut de résistant reconnu au sein de l'organisation Wallonie libre durant la seconde Guerre mondiale lui permettra d’être tête de liste des candidats du parti de Robert Moreau, le Front wallon (FW), aux élections provinciales du 23 mai 1965 à Charleroi. Son parti, le FW, fusionnera avec le Parti wallon des travailleurs (PWT) de François Perin pour devenir le Parti wallon (PW) en juin 1965. Il devient alors, dans ce nouveau parti, l’un des six secrétaires de la fédération de Charleroi.
En 1968, il apporte son soutien au mouvement du Rassemblement wallon. Il occupe aussi le poste, entre 1976 et 1977, de secrétaire de cabinet du ministre des pensions de l’époque, Robert Moreau, fondateur de l'ancien PW dans lequel Marius Cohard avait fait ses premiers pas en politique une décennie plus tôt. Marius Cohard fut également le remplaçant de Robert Moreau à la présidence de la régionale carolorégienne du Rassemblement wallon en 1981. En 1983, il y prend le poste de secrétaire général au détriment de Jean-Marie Pector.
Par ailleurs, Marius Cohard s’est fort investi dans le développement de Charleroi en plaidant pour les aéroports régionaux. En 1978, il siège en tant que député permanent du Hainaut au sein du Parti wallon dont il assure la présidence en 1985, alors qu'il subit une défaite électorale.
En 1981, Marius Cohard, Paul Bila, Fernand Massart et René Walgraffe proposent un rapprochement avec le Front pour l'Indépendance de la Wallonie d'Étienne Duvieusart dans le but de revenir à un programme politique simple.
Le 30 mars 1981, le Groupement pour la Réunification de la Wallonie, né de cette idée, entérine la réunification du Rassemblement wallon, du Front pour l'Indépendance de la Wallonie et du Rassemblement populaire wallon. Marius Cohard en sera l'un des quatre vice-présidents. Ce groupe se présentera aux élections communale de 1982 de Charleroi, sous le nom « W.A.L.L.O.N » (Wallons, agis et lutte contre l’oppression nationale).